# Turn-Europameisterschaften 2005
| 1. Turn-Europameisterschaften im Einzel | 1. Turn-Europameisterschaften im Einzel |
| --------------------------------------- | --------------------------------------- |
| Logo                                    |                                         |
| Veranstaltungsort                       | Debrecen (Ungarn)                       |
| Teilnehmende Länder                     | 37                                      |
| Teilnehmende Athleten                   | ?                                       |
| Wettbewerbe                             | 12                                      |
| Eröffnung                               | 2. Juni 2005                            |
| Abschluss                               | 5. Juni 2005                            |
| Chronik                                 |                                         |
|                                         | Turn-EM 2007 →                          |

Die 1. Turn-Europameisterschaften 2005 im Gerätturnen der Männer & Frauen (offiziell 1st European Artistic Gymnastics Individual Championships Men & Women) fanden vom 2. bis 5. Juni in Debrecen statt. Die Wettkämpfe in Debrecen wurden als erste Einzel-Europameisterschaften gewertet, da man auf den Mannschafts-Mehrkampf verzichtete.

## Teilnehmer
Sportlerinnen und Sportler aus 37 Nationen nahmen an der Turn-Europameisterschaften im Einzel 2005 teil.
(F = Frauen, M = Männer)
| - Armenien (F,M) - Belgien (F) - Bulgarien (F,M) - Dänemark (M) - Deutschland (F,M) - Estland (F) - Finnland (F,M) - Frankreich (F,M) - Griechenland (F,M) - Irland (F) - Island (F,M) - Israel (F,M) - Italien (F,M) | - Kroatien (F,M) - Lettland (M) - Litauen (F,M) - Luxemburg (F) - Niederlande (F,M) - Norwegen (F,M) - Österreich (F,M) - Polen (F,M) - Portugal (M) - Rumänien (F,M) - Russland (F,M) - Schweden (M) - Schweiz (F,M) | - Serbien und Montenegro (M) - Slowakei (F,M) - Slowenien (F,M) - Spanien (F,M) - Ungarn (F,M) - Vereinigtes Königreich (F,M) - Tschechien (F,M) - Türkei (F,M) - Ukraine (F,M) - Belarus (F,M) - Zypern (F,M) |

## Medaillenspiegel
| Platz | Land        | Frauen | Frauen | Frauen | Männer | Männer | Männer | Gesamt- wertung |
| ----- | ----------- | ------ | ------ | ------ | ------ | ------ | ------ | --------------- |
|       |             | Gold   | Silber | Bronze | Gold   | Silber | Bronze | Gesamt          |
| 1     | Frankreich  | 3      | 1      | 1      | 0      | 1      | 0      | 6               |
| 2     | Spanien     | 0      | 1      | 0      | 2      | 0      | 0      | 3               |
| 3     | Rumänien    | 1      | 0      | 0      | 1      | 3      | 1      | 6               |
| 4     | Italien     | 1      | 0      | 0      | 1      | 1      | 0      | 3               |
| 5     | Lettland    | 0      | 0      | 0      | 1      | 0      | 0      | 1               |
|       | Deutschland | 0      | 0      | 0      | 1      | 0      | 0      | 1               |
| 7     | Ungarn      | 0      | 0      | 0      | 1      | 0      | 1      | 2               |
| 8     | Russland    | 0      | 2      | 2      | 0      | 0      | 2      | 6               |
| 9     | Niederlande | 0      | 1      | 0      | 0      | 1      | 0      | 2               |
| 10    | Bulgarien   | 0      | 0      | 0      | 0      | 1      | 0      | 1               |
| 11    | Ukraine     | 0      | 0      | 1      | 0      | 0      | 1      | 2               |
| 12    | Belgien     | 0      | 0      | 1      | 0      | 0      | 0      | 1               |
|       | Belarus     | 0      | 0      | 0      | 0      | 0      | 1      | 1               |
|       | Slowenien   | 0      | 0      | 0      | 0      | 0      | 1      | 1               |

## Ergebnisse Frauen

### Einzelmehrkampf
| Rang | Athletin           | Sprung | Stufenbarren | Balken | Boden | Gesamt |
| ---- | ------------------ | ------ | ------------ | ------ | ----- | ------ |
| 1    | Marine Debauve     | 8.962  | 9.487        | 9.487  | 9.162 | 37.098 |
| 2    | Anna Pawlowa       | 9.450  | 9.037        | 9.462  | 9.125 | 37.074 |
| 3    | Julia Lozhecko     | 9.037  | 9.325        | 9.150  | 9.237 | 36.749 |
| 4    | Suzanne Harmes     | 9.012  | 9.250        | 8.950  | 9.375 | 36.587 |
| 5    | Francesca Benolli  | 9.462  | 9.075        | 8.425  | 9.175 | 36.137 |
| 6    | Aagje Vanwelleghem | 9.275  | 9.237        | 8.737  | 8.637 | 35.886 |
| 7    | Florica Leonida    | 9.187  | 9.312        | 8.525  | 8.775 | 35.799 |
| 8    | Émilie Le Pennec   | 9.200  | 9.637        | 7.325  | 9.475 | 35.637 |
| 9    | Dariya Zgoba       | 8.937  | 9.512        | 8.725  | 8.100 | 35.274 |
| 10   | Monica Bergamelli  | 8.925  | 9.075        | 8.725  | 8.537 | 35.262 |
| 11   | Loes Linders       | 8.887  | 8.800        | 8.775  | 8.687 | 35.149 |
| 12   | Laura Campos       | 9.362  | 8.425        | 8.300  | 8.825 | 34.912 |

| Rang | Athletin          | Sprung | Stufenbarren | Balken | Boden | Gesamt |
| ---- | ----------------- | ------ | ------------ | ------ | ----- | ------ |
| 13   | Jana Sikulova     | 8.912  | 9.300        | 8.125  | 8.412 | 34.749 |
| 14   | Stefani Bismpikou | 8.950  | 8.012        | 9.300  | 8.387 | 34.649 |
| 15   | Melanie Marti     | 9.150  | 8.837        | 7.662  | 8.875 | 34.524 |
| 16   | Katerina Maresova | 8.975  | 9.162        | 7.962  | 8.262 | 34.361 |
| 17   | Joanna Skowronska | 9.275  | 9.012        | 7.425  | 8.612 | 34.324 |
| 18   | Olga Sherbatykh   | 9.237  | 8.162        | 8.462  | 8.412 | 34.273 |
| 19   | Danielle Englert  | 9.150  | 9.062        | 7.612  | 8.425 | 34.249 |
| 20   | Marta Pihan       | 8.775  | 8.887        | 8.175  | 8.187 | 34.024 |
| 21   | Carina Hasenöhrl  | 8.987  | 8.725        | 8.250  | 7.875 | 33.837 |
| 22   | Heike Gunne       | 8.937  | 8.425        | 8.100  | 8.225 | 33.687 |
| 23   | Tina Erceg        | 8.400  | 9.112        | 7.687  | 8.437 | 33.636 |
| 24   | Elizabeth Tweddle | 9.175  |              |        |       | 09.175 |

### Gerätefinals
| Rang | Athletin                | Punkte |
| ---- | ----------------------- | ------ |
| 1    | Francesca Belloni       | 09.412 |
| 2    | Anna Pawlowa            | 09.312 |
| 3    | Aagje Vanwalleghem      | 09.193 |
| 4    | Ariella Kaeslin         | 09.156 |
| 5    | Jelena Samolodtschikowa | 09.131 |
| 6    | Olha Schtscherbatych    | 09.125 |
| 7    | Suzanne Harmes          | 09.106 |
| 8    | Samantha Bayley         | 08.650 |

| Rang | Athletin             | Punkte |
| ---- | -------------------- | ------ |
| 1    | Émilie Le Pennec     | 09.687 |
| 2    | Tania Gener          | 09.562 |
| 3    | Darija Sgoba         | 09.500 |
| 4    | Marine Debauve       | 09.350 |
| 5    | Jana Sikulova        | 09.325 |
| 6    | Olha Schtscherbatych | 09.137 |
| 7    | Laura Campos         | 08.937 |
| 8    | Daniela Șofronie     | 07.825 |

| Rang | Athletin           | Punkte |
| ---- | ------------------ | ------ |
| 1    | Cătălina Ponor     | 09.737 |
| 2    | Marine Debauve     | 09.487 |
| 3    | Anna Pawlowa       | 09.325 |
| 4    | Ilaria Colombo     | 09.212 |
| 5    | Suzanne Harmes     | 09.087 |
| 6    | Loes Linders       | 08.750 |
| 7    | Aagje Vanwalleghem | 08.400 |
| 8    | Émilie Le Pennec   | 08.025 |

| Rang | Athletin                | Punkte |
| ---- | ----------------------- | ------ |
| 1    | Isabelle Severino       | 09.575 |
| 2    | Suzanne Harmes          | 09.375 |
| 3    | Émilie Le Pennec        | 09.337 |
| 4    | Cătălina Ponor          | 09.200 |
| 5    | Francesca Benolli       | 09.075 |
| 6    | Julia Lozhecko          | 08.962 |
| 7    | Marta Pihan             | 08.875 |
| 8    | Jelena Samolodtschikowa | 08.475 |

## Ergebnisse Männer

### Einzelmehrkampf
| Rang | Athlet              | Boden | Pauschenpferd | Ringe | Sprung | Barren | Reck  | Gesamt |
| ---- | ------------------- | ----- | ------------- | ----- | ------ | ------ | ----- | ------ |
| 1    | Rafael Martínez     | 9.300 | 9.100         | 9.225 | 8.900  | 9.175  | 9.650 | 55.350 |
| 2    | Răzvan Șelariu      | 9.475 | 9.187         | 9.025 | 9.550  | 8.950  | 9.050 | 55.237 |
| 3    | Denis Savenkov      | 8.937 | 9.262         | 9.000 | 9.450  | 9.137  | 9.162 | 54.948 |
| 4    | Sergei Chorochordin | 8.100 | 8.962         | 9.137 | 9.662  | 9.112  | 9.437 | 54.410 |
| 5    | Dimitri Savitski    | 9.187 | 8.425         | 9.275 | 9.337  | 8.937  | 9.225 | 54.386 |
| 6    | Ioan Silviu Suciu   | 9.212 | 9.612         | 9.125 | 9.687  | 7.787  | 8.825 | 54.248 |
| 7    | Anatoli Vasiliev    | 8.537 | 9.137         | 8.437 | 9.537  | 9.087  | 9.225 | 53.960 |
| 8    | Manuel Campos       | 9.125 | 9.487         | 8.387 | 9.062  | 9.000  | 8.850 | 53.911 |
| 9    | Eugen Spiridonov    | 8.812 | 9.275         | 8.650 | 9.187  | 8.937  | 8.450 | 53.311 |
| 10   | Martin Konečný      | 9.062 | 8.762         | 8.650 | 9.625  | 8.500  | 8.225 | 52.824 |
| 11   | Jeffrey Wammes      | 9.450 | 7.900         | 8.375 | 9.587  | 8.112  | 8.912 | 52.336 |
| 12   | Christian Berczes   | 7.737 | 8.987         | 9.262 | 9.212  | 8.900  | 8.212 | 52.310 |

| Rang | Athlet               | Boden | Pauschenpferd | Ringe | Sprung | Barren | Reck  | Gesamt |
| ---- | -------------------- | ----- | ------------- | ----- | ------ | ------ | ----- | ------ |
| 13   | Marcell Hetrovics    | 8.462 | 8.687         | 9.050 | 9.350  | 8.925  | 7.750 | 52.224 |
| 14   | Vahag Stepanyan      | 8.437 | 8.962         | 9.062 | 9.025  | 8.537  | 8.150 | 52.173 |
| 15   | Epke Zonderland      | 8.137 | 9.037         | 7.700 | 8.925  | 8.912  | 8.950 | 51.661 |
| 16   | Ross Brewer          | 8.387 | 9.137         | 8.375 | 9.112  | 8.462  | 7.887 | 51.360 |
| 17   | Christos Lympanovnos | 8.700 | 8.187         | 8.600 | 8.675  | 8.650  | 8.450 | 51.262 |
| 18   | Sami Aalto           | 8.550 | 8.825         | 8.237 | 8.962  | 8.375  | 8.250 | 51.199 |
| 19   | Kamil Hulboj         | 8.162 | 8.775         | 8.137 | 8.850  | 8.512  | 8.650 | 51.086 |
| 20   | Niki Böschenstein    | 7.875 | 7.987         | 8.750 | 9.362  | 8.737  | 7.887 | 50.598 |
| 21   | Jimmy Boström        | 8.325 | 8.962         | 8.250 | 8.687  | 8.212  | 7.900 | 50.336 |
| 22   | Jeppe Villekjær      | 8.537 | 8.525         | 7.950 | 9.225  | 8.425  | 7.425 | 50.087 |
| 23   | Claudio Capelli      |       |               | 8.412 | 8.800  |        |       | 17.212 |

### Gerätefinals
| Rang | Athlet             | Punkte |
| ---- | ------------------ | ------ |
| 1    | Marian Drăgulescu  | 09.637 |
| 2    | Răzvan Șelariu     | 09.487 |
| 3    | Robert Gal         | 09.387 |
| 4    | Jeffrey Wammes     | 09.362 |
| 5    | Dimitri Karbanenko | 09.287 |
| 6    | Patrick Dominguez  | 09.137 |
| 7    | Martin Konečný     | 08.875 |
| 8    | David Vyoral       | 08.825 |

| Rang | Athlet             | Punkte |
| ---- | ------------------ | ------ |
| 1    | Krisztián Berki    | 09.775 |
| 2    | Marius Urzică      | 09.762 |
| 3    | Nikolai Krjukow    | 09.650 |
| 4    | Robert Seligman    | 09.587 |
| 5    | Daniel Popescu     | 09.487 |
| 6    | Eric Casimir       | 09.275 |
| 7    | Thomas Andergassen | 09.112 |
| 8    | Alberto Busnari    | 09.050 |

| Rang | Athlet              | Punkte |
| ---- | ------------------- | ------ |
| 1    | Andrea Coppolino    | 09.712 |
|      | Yuri van Gelder     | 09.712 |
| 3    | Alexander Safoshkin | 09.675 |
| 4    | Jordan Jowtschew    | 09.637 |
| 5    | Matteo Morandi      | 09.625 |
| 6    | Oleksandr Worobjow  | 09.550 |
| 7    | Danny Rodrigues     | 09.537 |
| 8    | Irodotos Georgallas | 09.237 |

| Rang | Athlet               | Punkte  |
| ---- | -------------------- | ------- |
| 1    | Jevgēņijs Saproņenko | 09.693  |
| 2    | Filip Yanev          | 09.593  |
| 3    | Răzvan Șelariu       | 09.568  |
|      | Jeffrey Wammes       | 09.568  |
| 5    | Patrick Dominguez    | 09.556  |
| 6    | Alin Jivan           | 09.481  |
| 7    | Raphaël Wignanitz    | 015.650 |
| 8    | Vlasis Maras         | 09.200  |

| Rang | Athlet             | Punkte |
| ---- | ------------------ | ------ |
| 1    | Manuel Carballo    | 09.712 |
| 2    | Yann Cucherat      | 09.587 |
| 3    | Mitja Petkovšek    | 09.537 |
| 4    | Thomas Andergassen | 09.412 |
| 5    | Marius Urzică      | 09.200 |
| 6    | Andreu Vivó        | 08.225 |
| 7    | Ioan Silviu Suciu  | 07.925 |
| 8    | Johan Mounard      | 07.850 |

| Rang | Athlet              | Punkte |
| ---- | ------------------- | ------ |
| 1    | Fabian Hambüchen    | 09.750 |
| 2    | Igor Cassina        | 09.737 |
| 3    | Walerij Hontscharow | 09.687 |
| 4    | Yann Cucherat       | 09.675 |
| 5    | Aljaž Pegan         | 09.625 |
| 6    | Jeffrey Wammes      | 09.050 |
| 7    | Vlasis Maras        | 08.937 |
| 8    | Rafael Martínez     | 08.900 |